# Alticola roylei
Alticola roylei é uma espécie de roedor da família Cricetidae.
Pode ser encontrada nos seguintes países: China e Índia.